# Tagant

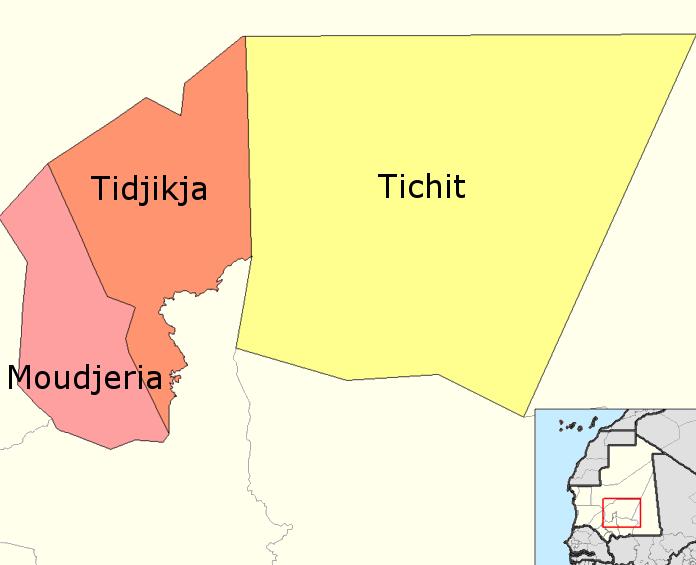
Departaments de Tagant.

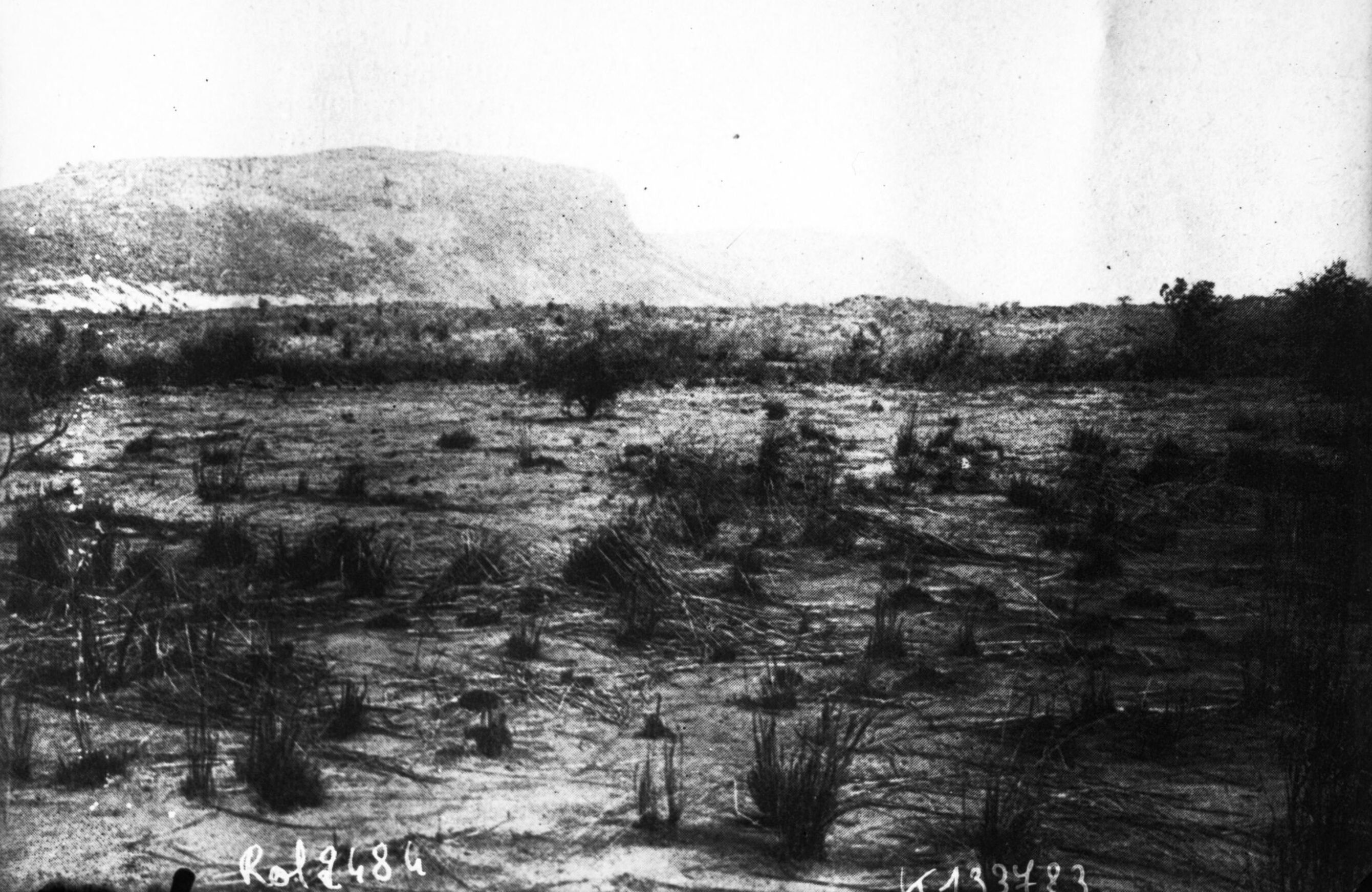
Aftout i muntanyes de Tagant (1908).

La wilaya de Tagant (àrab: ولاية تكانت, Wilāyat Takānt) és una regió administrativa (wilaya) situada al centre de Mauritània; també es diu ā i fins i tot rep el nom de ‘desert dels cocodrils'.
La població ha disminuït i el 2007 tenia 154.789 habitants. A causa de l'emigració (provocada per la sequera, retard de la regió en el desenvolupament, aïllament) la població està baixant i algunes fonts la situen en poc més de 70.000 habitants. Els habitants estan dividits en urbans i rurals; els primers viuen de l'agricultura del mill, mill, síndries, fesols, blat i ordi, plantacions de palmeres de dàtils, ramaderia de cabres, ovelles, vaques i del comerç. L'agricultura es practica a les valls i lloc on queda retinguda l'aigua de pluja.
La capital n'és Tidjikdja. Té tres departaments: Moudjeria, Tichit i Tidjikja.

## Poblacions notables
- Tichitt a l'est, fundada al segle xi pels Xorfa i Masne
- Tidjikja, al centre, fundada el 1660 pels Idea ou li vinguts de Chinguitti
- Ksar El Barka, a l'oest, fundada el 1690 pels Kounta vinguts d'Ouadane
- Rachid, fondada el 1723 pels Kounta vinguts de Ksar El Barkar
- Moudjeria, fundada el 1934 pels francesos com a centre administratiu.

## Història
Hi ha vestigis del Neolític amb moltes pedres polides i poteries i puntures rupestres. No hi ha més informació fins al segle X quan es constata la presència de poblacions negres (Gangara) tuculors i fulbes, i poblacions amazigues, fent part successivament de l'Imperi de Ghana, de l'imperi Sanhadja i de l'Imperi Almoràvit. Les poblacions negres (Gangara i Tuculor) van fugir al sud davant els almoràvits. Hi ha les ruïnes de centenars de pobles construïts sobre els penya-segats propers a fonts d'aigua con llacunes permanents; aquestes poblacions vivien de l'agricultura, els ramats i la pesca; també hi va haver alguna activitat minera quedant rastres de l'extracció de ferro i coure prop d'alguns pobles i coves. Aquestes poblacions van haver d'emigrar al sud als segles XV i XVI pel gran moviment de poblacions Zenetes i Lamtuna que venien del nord fugint de l'avanç de les tribus Banu Hassan àrabs. Els amazics Mechoudhve i Idewel Hadj van emigrar a l'Hodh; els Tejekanit i Messoume vers l'Assaba
L'altiplà de Tagant era ambicionat pels lemtuna (Dewich) i pels Banu Hassan o Hassànides (els Oulad Mbarek i els Oulad Talhe) que tant podien viure en harmonia com en guerra oberta, fins que els Dewich (Idewich) es van imposar als hassànides i van crear el seu emirat (vegeu Emirat de Tagant) al primer terç del segle xviii. Al costat dels Idewich altres grups socials vivien al Tagant: Ideouali, Kounta, Ideiboussatt, Tirkiz Messoume, Tejekanet, Ryane, Chorfe i Masne. Aquests grups encara constitueixen la població del Tagant avui en dia.
El Tagant va caure en mans de França el 1905; la resistència a l'ocupació la va dirigir l'emir Bakar Ould Soueïd Ahmed, mort pels francesos a Bougadom el 1905 quan tenia al tomb de 90 anys; després la resistència va estar dirigida per guerrers enviats des del Marroc sota el comandament de Sidi Ould Moulaye Zeine; aquests van matar el cap militar francès (cors) Xavier Coppolani, a Tidjikja, el maig del mateix anys 1905. Altres moviments de resistència es van organitzar al país destacant les batalles de Nimlane, d'El Meinane i altres, en algunes de les quals els francesos van tenir moltes baixes.
El francesos van conservar el Tagant fins al 1960. Tagant fou llavors una regió de Mauritània amb capital a Tidjikja, dividida en tres prefectures: Tidjikja, Tichitt i Moudjeria i dos districtes (arrondissements): Khoudya i Rachid. El Tagant compte amb 10 comunes: Tidjikja, Moudjeria, Tichitt, Lekhcheb, El Wahatt, Soudoude, Nimlane, Mexem Boubakar Ben Amer, Lehseire i N'Beika.
El 1979 les poblacions locals nòmada va haver d'emigrar a l'Assaba davant de la gran sequera que va assolar la regió.